# Forsthaus Lindemannsruhe
Das Forsthaus Lindemannsruhe ist ein Bauwerk und Wohnplatz, der zur Stadt Freinsheim gehört. Das Gebäude wurde nach dem einstigen Oberförster Karl Friedrich Ludwig Lindemann (1805–1892) benannt, der vor Ort von 1855 bis 1883 seinen Dienst versehen hat.

## Geographische Lage
Lagebedingt ist die Lindemannsruhe postalisch der nahen Stadt Bad Dürkheim zugeordnet. Deshalb weist das Forsthaus als einziges Gebäude von Freinsheim eine Abweichung bei Postleitzahl (67098 statt 67251) und Telefonvorwahl (06322 statt 06353) auf. Auf der Anhöhe der Lindemannsruhe befinden sich das Forsthaus sowie ein Parkplatz. Etwa 340 Meter südwestlich liegt an der Grenze zu Gemarkung Bad Dürkheim der als Naturdenkmal (ND-7332-569) ausgewiesene Heidenfels.

## Geschichte
Weil Oberförster Lindemann sich in der zweiten Hälfte des 19. Jahrhunderts um die Aufforstung der Freinsheimer Waldung mit den Kastanienbäumen verdient gemacht hatte, wurde 50 Jahre später das neue Forsthaus nach ihm benannt. Es ging 1927 in Bau und wurde am 14./15. Juli 1928 eingeweiht.
Das zweistöckige Gebäude besteht weitgehend aus Holz und wird als Ausflugslokal mit Biergarten betrieben. Mit vollständigem Namen heißt es „Freinsheimer Forsthaus Lindemannsruhe“.